# Desa Padaasih (administrativ by i Indonesien, lat -6,54, long 107,85)
Desa Padaasih är en administrativ by i Indonesien.   Den ligger i provinsen Jawa Barat, i den västra delen av landet, 120 km öster om huvudstaden Jakarta.